# 必殺仕置長屋
『必殺仕置長屋』（ひっさつしおきながや）は、作画：木村知夫、脚本：山田誠二（協力：朝日放送、松竹）による日本の漫画。必殺シリーズ初の漫画オリジナル作品である。
第1期は全22話。1999年に第3話までが『サスペリア増刊 ZOKUZOKU』（秋田書店）に掲載され、2004年から2006年にかけて第4話以降が『コミック時代活劇』（ホーム社）にて連載された。
2019年より『時代劇コミック 斬』（ガイドワークス）および『漫画時代劇』（同）にて第2期「一筆啓上編」を連載中。山田は原作者としてクレジットされているほか、題字を京極夏彦が担当。また、協力の朝日放送が放送持株会社化に伴い朝日放送テレビに名義変更された。

## 概要
初期案では過去のシリーズの漫画化が考えられていたが、著作権や肖像権の問題から断念。朝日放送と松竹の承諾を得た上で、オリジナル作品として発表されることになった。
そして1999年、「ZOKUZOKU」にて連載開始。元締の鈴木主膳に「3年前に消息を絶った中村主水の親戚」という設定を与えるなど過去のシリーズとの接点も語られ、仕置の技も映像では難しい描写を取り入れるなど意欲的な内容だったが、雑誌の休刊によって3話で終了することになる。
2004年、「コミック時代活劇」の創刊に合わせて連載再開が決定。創刊号から第3号までは発表済みの3話分を再掲載、第4号から本格的に再開された。
しかし、2006年、同誌が第22号を最後に休刊。再び打ち切りとなった。
2018年より「パチスロ必勝ガイドMAX増刊号」などで第1期全22話を再掲載。2019年より「時代劇コミック 斬」「漫画時代劇」の2誌で一筆啓上編の連載を開始。両誌とも隔月刊誌だが、前者は偶数月、後者は奇数月の発売であり、実質的には月刊ペースでの連載となる。

## 物語
表向きはあってはならぬ「仕置長屋」。その住人たちは奉行所お抱えの賞金稼ぎ。しかし、彼等にはもう一つ、裏の顔があった。それは、金で悪を裁く「仕置人」である。罪無き人々の金と苦しみを受け取り、仕置人は法の網を逃れてはびこる悪を自らの手で裁くのである。

## 仕置長屋
奉行所お抱えの賞金稼ぎが住む長屋。役人の手に負えない罪人を確実に捕らえる（あるいは殺す）ためのシステムだが、その存在自体が「賞金稼ぎの手を借りなければ罪人を捕らえられない」ということを意味し、奉行所の面目に係わるため、住人たちにとって賞金稼ぎは「裏の顔」という形になっており、その実態は公にされていない。そして住人たちには「仕置人」という、奉行所も知らないもう一つの裏の顔がある。

## 登場人物
鈴木 主膳
北町奉行所同心。7年前、捕物の際の不手際で先輩同心を死なせたことから出世コースを外され、仕置長屋の番所詰めに左遷された。しかし、その真相は「無実の男に罪を着せて自分に討たせた先輩に怒り、自ら仕置した」というもの。以降、普段は昼行灯を装いながら、仕置人の元締として暗躍する。3年前に消息を絶った南町奉行所同心・中村主水の親戚。
剣術の達人。普段は滅多にその腕を見せないが、仕置の際には遺憾なく実力を発揮する。
市太郎
表の顔は仕掛け蝶々売り。元はただの賞金稼ぎだったが、ある事件をきっかけに主膳に認められ、仕置人になった。
仕置の際は鋼板製の仕掛け蝶々を投げ、研ぎ澄まされたそのエッジで相手の身体を切り裂く。
岩鉄
表の顔は染め手ぬぐい売り。無類の女好き。
仕置の際は濡らした手ぬぐいを相手の顔に巻きつけ、悲鳴を上げる隙も与えず首をへし折る。
お京
表の顔は知恵の輪売り。
仕置の際は輪の先に針が付いた知恵の輪を自在に操り、相手の急所を刺す。
三次
主膳の使い走り。そのため奉行所に顔を出すことも多く、裏社会にも精通している。
仕置には参加せず、情報収集を担当する。
龍神の聖五郎
暗黒街を仕切る大人物。主膳と同じく仕置稼業の元締でもある。
伊八
聖五郎の配下の仕置人。主膳チームの仕置に参加することも多い。
仕置の際は格闘術を使う。
組紐屋の竜二
一筆啓上編より登場。かつて主水と組んでいた組紐屋の竜の弟。抜け忍として追われる身であるため、当初は主膳たちと距離を置こうとしていたが、紆余曲折を経て仲間に加わることになる。
兄と同様、仕置の際は組紐で相手の首を絞める。
なお、竜については死んだと聞かされているが、それが『必殺! III 裏か表か』での竜の最期を指しているかどうかは不明。
念仏
一筆啓上編より登場。かつて主水と組んで仕置をしていた念仏の鉄に人相風体や気風が似ているため、誰言う事なく念仏と呼ばれている男。鉄と同じく観音長屋で骨接ぎを営んでおり、無類の女好き。
ある事件をきっかけに仕置人となった。普段は他の仕置人と関わることはなく、仕置の際に伊八と繋ぎをとる程度。
仕置の際は手袋をはめ、主に相手の背骨を外す。
主膳の母
息子が仕置人であることを知らず、仕置長屋の番所に左遷されたことを日々嘆いている。夫（主膳の父・故人）は筆頭同心を勤めていた優秀な人物だった事から事あるごとにそのことを引き合いに出して主膳を罵っている。名前は不明。
ことあるごとに流行りものにハマる。
中村主水
かつて暗躍していた仕置人。3年前に消息を絶っており、第1期では第1話に名前が登場するのみだったが、一筆啓上編第1話ではサブタイトルにその名が冠せられたほか、過去に受けていた仕事が主膳たちに関わってくるなど、直接の登場はないものの、たびたびその存在が話に絡んでくる。
なお、一筆啓上編第1話において伊八が聖五郎の命を受けて主水のことを調べており、その報告の際に『必殺! 主水死す』までに主水と関わった裏稼業の者たちの名前が挙げられている。そのうち、劇中で死亡が描かれていない者は概ね存命中らしいが、主水の現在の消息については彼等も把握していない（秀と勇次は何か知っているらしいことが示唆されている）。

## 単行本
2019年現在、第1期のみが刊行されている。
- 集英社 〈ホームリミックス〉、全4巻

1. 命が的の裏稼業編（2005年3月28日発売）
2. 殺しの掟他言無用編（2005年12月17日発売）
3. 悪事千里の地獄道編（2006年2月28日発売）
4. 血染めの裁きは修羅の道編（2006年12月18日発売）

- 木村知夫 『必殺仕置長屋』 小池書院 〈漫画スーパーワイド（コンビニコミック）〉、全3巻
  1. 晴らす恨みは銭一門編（2014年10月10日発売） ISBN 978-4-86225-978-3
  2. 血煙街道 恨みの誓い編（2014年10月25日発売） ISBN 978-4-86225-979-0
  3. 乱心か？仕置きの的は仕置人編（2014年11月10日発売） ISBN 978-4-86225-980-6

- 電書バト（電子書籍）、全3巻
  - 2018年4月1日に同時発売。

  1. ISIN B07BQY8MRD
  2. ISIN B07BR3WRX1
  3. ISIN B07BQWPVL9